# Светлое (озеро, Кировградский муниципальный округ)
Све́тлое — малое проточное озеро на Среднем Урале, в районе посёлка Нейво-Рудянка Кировградского муниципального округа Свердловской области.

## География
Светлое озеро находится южнее жилой застройки посёлка Нейво-Рудянка, на Светлом ручье, протекающим в данной местности с востоко-юго-востока на западо-северо-запад. Данный ручей и само озеро являются естественной южной границей Нейво-Рудянки. Площадь водной глади составляет 0,016 км². Светлое озеро вытянуто с юго-востока на северо-запад приблизительно на 270 м. По форме водоём напоминает улитку: юго-восточная часть озера более широкая, чуть севернее водная гладь сужается и в северо-западной части слегка раздваивается. Берега Светлого озера неровные и сильно заболоченные. Данная болотистая часть водоёма является западным продолжением Светлого болота, занимающего огромные пространства  в окрестностях посёлков Верх-Нейвинского и Нейво-Рудянки. На топографической карте 1914 года в этой местности были обозначены само болото и озёра Светлое и Глухое-2 (ныне на его месте расположен Глухой пруд). Вероятно, несколько столетий назад Светлое болото было озером, а нынешние малые по площади водоёмы — это всё, что осталось от данного озера.
Светлое озеро расположено восточнее ветки Нижний Тагил — Екатеринбург Свердловской железной дороги. Всего в 1 километре к северу от озера находится железнодорожный вокзал станции Нейво-Рудянской, на которой останавливаются пригородные электропоезда. Железнодорожная насыпь в данном месте фактически подпруживает Светлое озеро. Всего в 20 метрах от его западного берега сооружён железнодорожный мост через Светлый ручей на нечётном пути, а ещё в 25-30 метрах от него — мост на чётном пути. Примерно в 350 метрах к западу от озера расположен Рудянский пруд, в который впадает Светлый ручей. В районе железнодорожных мостов с разных сторон от путей подходят участки грунтовой дороги со стороны Нейво-Рудянки и Верх-Нейвинска, которые не соединяются, так как железнодорожного переезда здесь нет. Данная грунтовая дорога, в народе именуемая Старой Рудянской, является единственным подъездом к Светлому озеру.

## Экологическая обстановка
Светлое озеро как часть бассейна ручья Светлого находится под угрозой воздействия продуктов загрязнения, источником которого является расположенный выше по течению ручья Светлого Глухой пруд. По результатам исследований, проведённых в 2000-х годах, воды Глухого пруда и ручья Светлого оказались сверхнормативно загрязнёнными по основным показателям загрязнения (ХПК, БПК5, рН, азот аммонийный, фосфор фосфатов).